# کیم یون وو
کیم یون وو (کره‌ای: 김윤우؛ زادهٔ ۲۰۰۰) بازیگر اهل کره جنوبی است. او به خاطر ایفای نقش در عزیزترینم (۲۰۲۳) و جوانی (۲۰۲۴) شناخته می‌شود.

## فیلم‌شناسی

### مجموعه تلویزیونی
| سال  | عنوان           | نقش                 | توضیحات | منابع       |
| ---- | --------------- | ------------------- | ------- | ----------- |
| ۲۰۲۳ | فریبکاری لذت‌بخش | هان مو یونگ (جوانی) |         | [ ۴ ]       |
| ۲۰۲۳ | عزیزترینم       | ریانگ اوم           |         | [ ۵ ] [ ۶ ] |
| ۲۰۲۴ | موجود گیونگ‌سونگ | چوی گون             |         | [ ۷ ]       |
| ۲۰۲۴ | جوانی           | پارک ها رو          |         | [ ۸ ]       |

### مجموعه اینترنتی
| سال  | عنوان     | نقش       | منابع |
| ---- | --------- | --------- | ----- |
| ۲۰۲۲ | تقلیدگران | جی سو بین | [ ۹ ] |

## جوایز و نامزدی‌ها
| مراسم جوایز                 | سال  | دسته                  | نامزد / اثر | نتیجه | منابع  |
| --------------------------- | ---- | --------------------- | ----------- | ----- | ------ |
| جوایز وفاداری مشتری با برند | ۲۰۲۴ | بهترین بازیگر تازه‌کار | کیم یون وو  | برنده | [ ۱۰ ] |
| جوایز درامای ام‌بی‌سی         | ۲۰۲۳ | بهترین بازیگر تازه‌کار | عزیزترینم   | برنده | [ ۱۱ ] |